# Motore Daimler Typ P

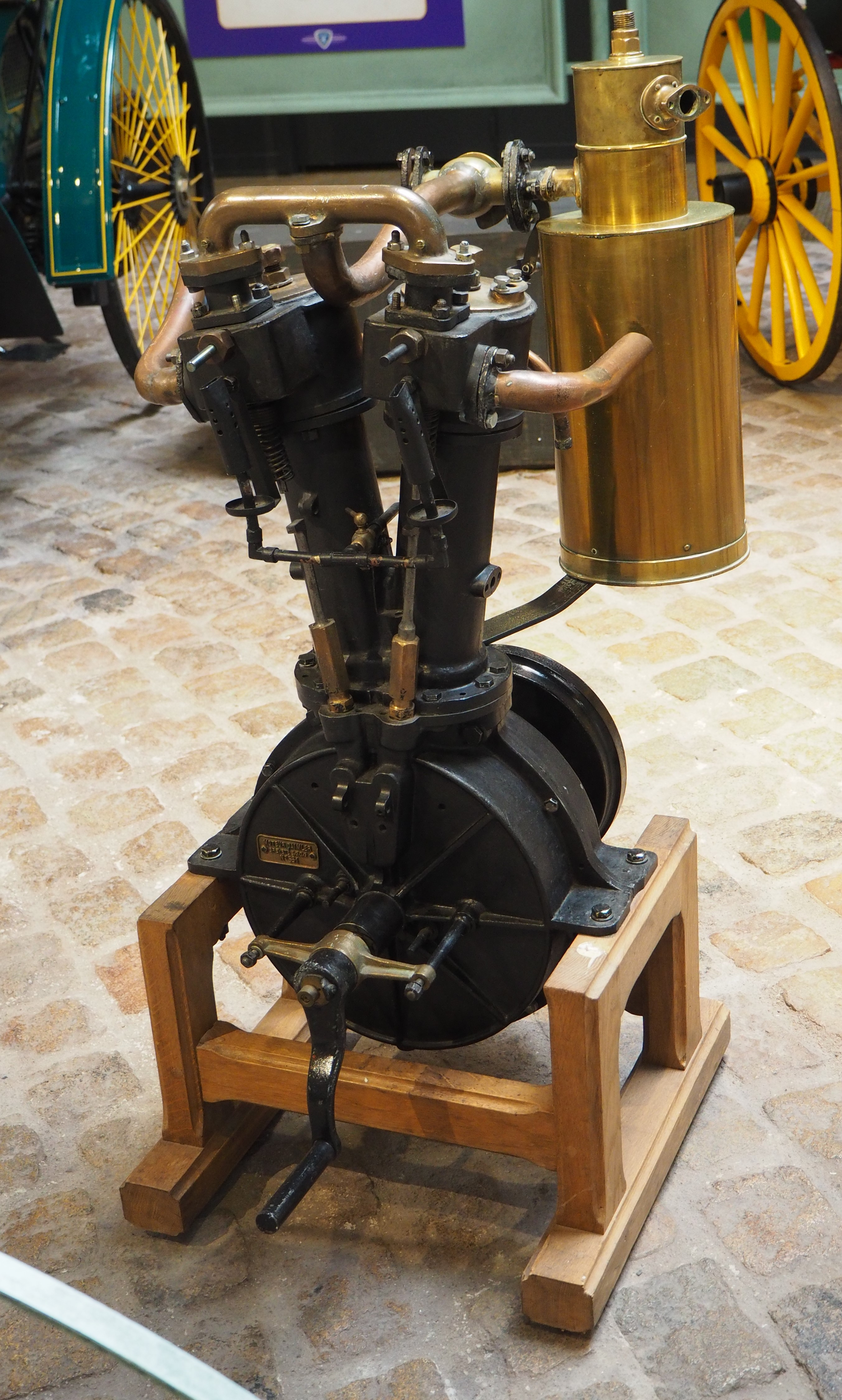

Il motore Typ P è un motore a scoppio progettato e costruito dal 1887 al 1897 dalla casa automobilistica tedesca Daimler Motoren Gesellschaft e, su licenza, anche dalla francese Panhard & Levassor tra il 1891 e il 1896.

## Storia
Già forti delle esperienze acquisite grazie alla progettazione e allo sviluppo del loro primo motore, soprannominato Standuhr, i geniali Gottlieb Daimler e Wilhelm Maybach decisero che era arrivato il momento di passare ad un motore in grado di garantire migliori prestazioni. Per questo motivo, ma anche per contenere i costi di progettazione e sviluppo, Maybach ebbe l'idea di utilizzare quanta più componentistica possibile proveniente dal motore Standuhr, ma raddoppiando il numero di cilindri, che passò così da uno a due. Il risultato fu appunto il motore Typ P, che venne brevettato nel 1887.

### Tecnica

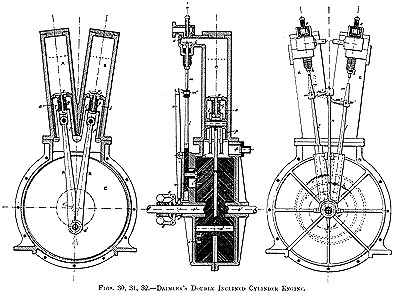
Schema del motore V2 Typ P

Dal punto di vista strutturale, il motore Typ P era un bicilidrico a V con angolo di 17° fra i due cilindri. I due cilindri erano separati l'uno dall'altro e non ricavati da un monoblocco in ghisa. Nonostante il numero di cilindri fosse raddoppiato, la cilindrata fu limitata a 565 cm3 (alesaggio e corsa pari a 60 x 100 mm), contro i 462 cm3 del monocilindrico Standuhr. A parte queste caratteristiche, praticamente tutte le altre principali soluzioni vennero riprese dal motore precedente, come il meccanismo di apertura e chiusura della valvola di scarico, consistente in una pista a spirale ricavata sul volano, che permetteva il controllo totale della valvola senza bisogno di molle di richiamo. Conservato anche il meccanismo di azionamento a depressione della valvola di aspirazione. Sempre dal precedente motore venne ripresa la soluzione della terza valvola ricavata sul cielo del pistone per ottimizzare la stratificazione della miscela aria/carburante. Stessa cosa valeva per l'accensione, sempre del tipo a tubo ad incandescenza, in cui una lampada scaldava inizialmente il tubo all'interno del quale passava la miscela aria/combustibile, per poi disattivarsi e lasciare il compito al calore generato dal motore stesso. Ed ancora, il carburatore adottato era ancora una volta del tipo a gorgogliamento. Con un rapporto di compressione pari a 2,6:1, questo motore raggiungeva una potenza massima di 1,65 CV a 920 giri/min. In seguito, comunque, questo motore venne proposto anche in diverse altre varianti di cilindrata e, come vedremo, non solo dalla Daimler Motoren Gesellschaft, anzi.

### Sviluppo commerciale ed applicazioni del motore DaimlerTyp P

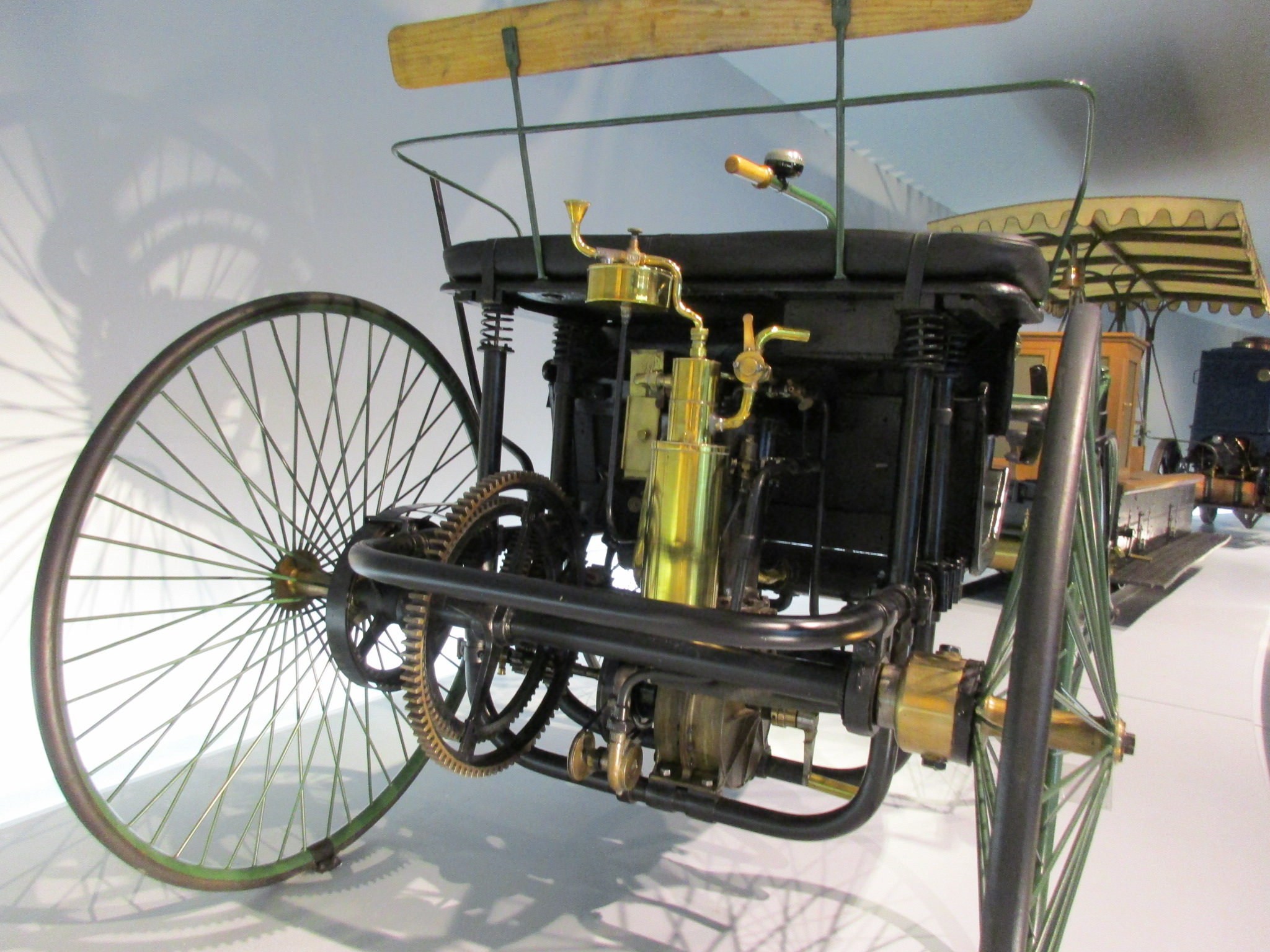
Vista posteriore di una Stahlradwagen che evidenzia la presenza di un motore V2 Typ P

Subito dopo il brevetto del motore Typ P ottenuto nel 1887, Gottlieb Daimler pensò bene di equipaggiare con uno di questi motori la sua Motorkutsche ultimata l'anno prima e di esporre tale lavoro all'Esposizione universale di Parigi che si sarebbe tenuta di lì a due anni. Ma il fido collaboratore Wilhelm Maybach gli consigliò di realizzare una vettura più moderna e leggera da mostrare al pubblico, in modo tale da essere al passo con i tempi. Daimler ascoltò il consiglio del suo collaboratore e fu così che alla manifestazione parigina venne esposta la Stahlradwagen, una vettura notevolmente più evoluta della precedente Motorkutsche e che soprattutto montava il nuovo motore Typ P. Tale autovettura attirò l'attenzione di molti, in particolare di alcuni costruttori che stavano tentando di sfondare nel campo dell'autotrazione. Tra questi vi fu Armand Peugeot, futuro fondatore dell'omonima casa automobilistica francese, il quale aveva a sua volta presentato una vettura a vapore realizzata in collaborazione con Léon Serpollet, ma che già da qualche tempo stava pensando di passare al motore a scoppio. Armand Peugeot cercò quindi di informarsi su come ottenere la fornitura di motori Daimler per equipaggiare la sua futura produzione e venne a sapere che già da qualche tempo un costruttore parigino, la Panhard & Levassor, aveva ottenuto l'esclusiva per la distribuzione in Francia di questi motori. Di lì a poco venne stipulato l'accordo e la casa del Leone Rampante, già attiva in altri campi (utensileria per la casa, utensileria per falegnameria, biciclette, crinoline, ecc), ottenne di poter disporre di motori Daimler Typ P per poter equipaggiare la sua futura produzione automobilistica. Non solo, ma già pochi mesi prima della Peugeot anche la stessa Panhard & Levassor divenne un costruttore automobilistico lanciando la sua Type A, anch'essa equipaggiata con motori Daimler Typ P, anche se di diversa cilindrata. 
Quella della Peugeot e della Panhard & Levassor è l'esempio più noto di collaborazione fra la Daimler Motoren Gesellschaft (che sarebbe stata fondata nel 1890) e altri costruttori automobilistici. Ma in realtà la casa di Stoccarda strinse accordi commerciali con altri costruttori che stavano espandendo la loro produzione nel settore delle autovetture o che stavano nascendo espressamente per dedicarsi a tale settore. Tra queste vanno sicuramente citate la Daimler Motor Company, nata come filiale britannica della Daimler Motoren Gesellaschaft, ma rilevata decenni dopo dalla Jaguar, oppure la Daimler USA, nata per volere di William Steinway, da tempo in stretti rapporti di amicizia con Gottlieb Daimler e Wilhelm Maybach, o ancora la Austro-Daimler, filiale austriaca della casa tedesca. Si può quindi tranquillamente affermare che la stragrande maggioranza delle applicazioni del motore Typ P furono relative alla produzione di altri costruttori, piuttosto che della stessa Daimler Motoren Gesellschaft. La Stahlradwagen fu infatti la sola vettura di casa Daimler ad essere equipaggiata con il motore V2 Typ P e venne prodotta in appena due esemplari.
Come già accennato, i motori Typ P furono proposti in diversi livelli di cilindrata: accanto alla versione originaria da 565 cm3 ne vennero infatti prodotte altre versioni con cilindrate comprese fra 817 e 1645 cm3, la maggior parte di esse destinate ad equipaggiare vetture Panhard & Levassor e Peugeot. Di seguito vengono elencate queste applicazioni:
| |                  |                        |              |                                    |                    |  |  |  |  |  |  |  |  |  |
| Variante | Cilindrata (cm3) | Alesaggio e corsa (mm) | Potenza (CV) | Applicazioni                       | Anni di produzione |  |  |  |  |  |  |  |  |  |
| 1. | 565              | 60 x 100               | 1,5          | Peugeot Type 5 (1)                 | 1894-96            |  |  |  |  |  |  |  |  |  |
| 1. | 565              | 60 x 100               | 1,65         | Daimler Stahlradwagen              | 1889               |  |  |  |  |  |  |  |  |  |
| 1. | 565              | 60 x 100               | 2            | Peugeot Type 2                     | 1890-91            |  |  |  |  |  |  |  |  |  |
| 1. | 565              | 60 x 100               | 2            | Peugeot Type 3                     | 1891-94            |  |  |  |  |  |  |  |  |  |
| 1. | 565              | 60 x 100               | 2            | Peugeot Type 6                     | 1894               |  |  |  |  |  |  |  |  |  |
| 1. | 565              | 60 x 100               | 2,5          | Peugeot Type 5 (1)                 | 1894-96            |  |  |  |  |  |  |  |  |  |
| 2. (2) | 817              | 70 x 106               | 1,5          | Panhard & Levassor Type A          | 1891-93            |  |  |  |  |  |  |  |  |  |
| 2. (2) | 817              | 70 x 106               | 1.75         | Panhard & Levassor Type A          | 1891-93            |  |  |  |  |  |  |  |  |  |
| 3 (3) | 921              | 70 x 120               | 2            | Panhard & Levassor Type A 2CV (4)  | 1892               |  |  |  |  |  |  |  |  |  |
| 4. (3) | 1025             | 72 x 126               | 2,75         | Panhard & Levassor Type A 2 CV 3/4 | 1892-95            |  |  |  |  |  |  |  |  |  |
| 5. (3) | 1184             | 72 x 146               | 3,33         | Panhard & Levassor Type A 3 CV 1/3 | 1894-96            |  |  |  |  |  |  |  |  |  |
| 6. | 1282             | 75 x 145               | 3            | Peugeot Type 7                     | 1894-97            |  |  |  |  |  |  |  |  |  |
| 6. | 1282             | 75 x 145               | 3            | Peugeot Type 8                     | 1894-96            |  |  |  |  |  |  |  |  |  |
| 6. | 1282             | 75 x 145               | 3            | Peugeot Type 9                     | 1894-97            |  |  |  |  |  |  |  |  |  |
| 7. (3) | 1290             | 75 x 146               | 3,75         | Panhard & Levassor Type A 3 CV 3/4 | 1894-96            |  |  |  |  |  |  |  |  |  |
| 8. | 1645             | 85 x 145               | 4            | Peugeot Type 10                    | 1894               |  |  |  |  |  |  |  |  |  |
| 8. | 1645             | 85 x 145               | 4            | Peugeot Type 11                    | 1895-97            |  |  |  |  |  |  |  |  |  |
| 8. | 1645             | 85 x 145               | 4            | Peugeot Type 12                    | 1895               |  |  |  |  |  |  |  |  |  |
| Note: (1) Per questa applicazione, il motore fu proposto in due varianti di potenza (2) Motore noto con la sigla P2C presso la Panhard & Levassor (3) Motore noto con la sigla P2D presso la Panhard & Levassor ( 4)Esemplare unico cui va ad aggiungersi il primo prototipo della Type A risalente al 1890 |                  |                        |              |                                    |                    |  |  |  |  |  |  |  |  |  |

## Galleria d'immagini
Di seguito vengono raffigurate alcune delle più note applicazioni del motore Typ P:
| Daimler Stahlradwagen | Simms-Welbeck (1898), Daimler Motor Company | Panhard & Levassor Type A | Peugeot Type 2 | Peugeot Type 3 |
| --------------------- | ------------------------------------------- | ------------------------- | -------------- | -------------- |
|                       |                                             |                           |                |                |